# CHIPSat
CHIPSat byla vědecká mikrodružicedružice, jejímž hlavním úkolem bylo studium horkých plynů v mezihvězdném prostředí. Byla zatím poslední družicí programu UNEX (University-Class Explorers), což je podprogram programu Explorer zaměřený na spolupráci universit a NASA.

## Popis

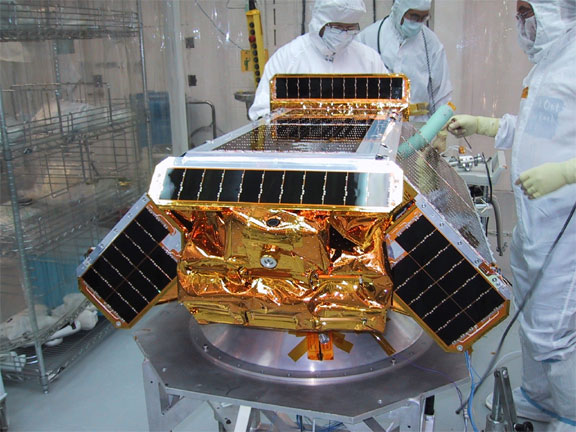
Příprava CHIPSatu v čisté místnosti

Družice byla tříose stabilizovaná, nepravidelného tvaru o přibližných rozměrech 1×1×0,5 metru a byla vybavena panely fotovoltaických článků, dodávajících 42 wattů elektrické energie. Jejím jediným přístrojem byl celooblohový spektrometr CHIPS (Cosmic Hot Interstellar Plasma Spectrometer) se spektrálním rozsahem 9 až 26 nm a rozlišením 0,5 eV.
Hlavním úkolem družice bylo studium chování horkého plynu v okolí Sluneční soustavy do vzdálenosti 300 světelných let (100 pc). Komunikace palubního řídicího počítače s vědeckým vybavením družice i s pozemními stanicemi probíhala pomocí internetového protokolu TCP/IP. Pro záznam dat byla k dispozici palubní paměť s kapacitou 160 Mbyte. Stabilizaci s přesností ±2° zajišťoval systém 4 silových setrvačníků a 3 magnetických cívek, přičemž orientaci zjišťuje sluneční čidlo, magnetometr a 4 měřicí gyroskopy.
Řídicí středisko se nacházelo v areálu firmy SpaceDev v Kalifornii, vědecké přístroje byly řízeny ze střediska v University of California v Berkeley, kde byla též hlavní pozemní sledovací stanice. Další sledovací stanice se nacházely v areálu NASA Wallops Flight Facility na Wallops Island a University of South Australia v Adelaide.
Družici postavila firma SpaceDev. Provozovatelem bylo Goddardovo kosmické středisko. Operativním provozovatelem byla University of California, která vyvinula též experimentální vybavení družice.

## Mise
Start se konal 13. ledna 2003 na rampě SLC-2W na základně Vandenberg. CHIPSat byl vynesen společně s družicí ICESat pomocí rakety Delta II. Původní životnost měla být jeden rok, družice však vydržela několikanásobně déle a vypnuta byl až 11. dubna 2008. Družice stále obíhá po geocentrické oběžné dráze se sklonem 94,1° a s výškou apogea 583 km.